# Pegasus Mail
Pegasus Mail è un programma di posta elettronica gratuito, non open source, sviluppato da David Harris nel 1989, quando ancora i programmi di posta elettronica erano poco diffusi e i pochi che esistevano erano a pagamento.
Il programma è nato in versione MS-DOS con supporto per reti NetWare, ed in seguito sono stati creati versioni per Mac e Windows. Oggi il programma viene principalmente usato in tutte le versioni Windows, sebbene sia utilizzabile anche in Linux tramite Wine.
Il programma è scaricabile dal sito ufficiale (in inglese), in cui si trovano, oltre alle varie versioni scaricabili del programma, anche il programma Mercury, il server mail, sempre gratuito; link a funzionalità aggiuntive del programma e al catalogo di informazioni, che contiene la risoluzione ai problemi più comuni di Pegasus Mail e Mercury.
Il programma, fin dalla sua nascita e per volontà del suo autore David Harris, è sempre stato distribuito gratuitamente, pur non essendo open source. È possibile, comunque, acquistare la guida elettronica di Pegasus o l'assistenza di Mercury direttamente dal sito ufficiale del programma.
Nel 2009 David Harris aveva annunciato che avrebbe continuato lo sviluppo del programma solo se un numero sufficiente di utenti avessero sottoscritto un abbonamento annuale di 50 dollari, cosa che è successa. 

## Caratteristiche di Pegasus Mail
Oltre alle funzionalità di base, comuni a qualsiasi programma di posta elettronica, Pegasus Mail offre:
- filtraggio avanzato dello spam, con la possibilità di gestire (modificare) manualmente i file dei filtri dello spam;
- gestione contemporanea di più filtri per lo spam;
- filtri per la posta in entrata, uscita, per le singole cartelle e le singole definizioni POP3;
- protezione anti phishing;
- correttore ortografico (attualmente disponibile solo in inglese e tedesco);
- file per l'autocorrezione durante la digitazione (anche in italiano), modificabile a proprio piacimento;
- gestione avanzata di Cartelle pubbliche, condivisibili da più utenti connessi in rete;
- creazione quasi infinita di più utenti o di più identità per utente, che permettono l'utilizzo dello stesso programma da parte di più utenti, sia l'uso versatile di più personalità da parte di un unico utente a livello personale e/o di lavoro;
- gestione dei messaggi nelle cartelle, incluso l'ordinamento per thread o attività di thread;
- uso avanzato dei filtri per la gestione della posta;
- possibilità di creazione 9 firme per utente personalizzabili, sia per utenti di rete interna (LAN) sia in versione Internet, con possibilità di formattazione solo testo o HTML;
- blocco delle immagini dei messaggi, con possibilità di visualizzazione a comando;
- gestione delle chiavi di crittografia e integrazione con PGP;
- gestione avanzata della rubrica e uso di Alias;
- ricerca avanzata all'interno dei messaggi;
- colorazione dei messaggi in base alle esigenze dell'utente, anche automaticamente tramite l'applicazione di filtri;
- potente gestione dei messaggi tramite protocollo IMAP4, POP3, SMTP;
- scaricamento selettivo della posta, per poter decidere cosa scaricare e cosa cancellare dal server di posta;
- possibilità di creare cartelle per i collegamenti (Link Folders), contenenti collegamenti, appunto, a messaggi ritenuti importanti;
- basso consumo di risorse: richiede solo 4 MB di RAM per funzionare.

Oltre a tutto questo, Pegasus Mail è eccezionale nell'uso in reti locali (LAN) grazie a Mercury, e questo lo rende assai funzionale dove è necessario l'uso di programmi per la posta veloci, potenti e affidabili. Pegasus Mail, quindi, non è solo un client di posta, ma anche un vero e proprio sistema di posta elettronica indipendente. Può smistare la posta direttamente tra gli utenti della stessa rete oppure inviare e ricevere la posta tramite i comuni protocolli in uso su Internet.